# Kuacjok
Kuacjok este un oraș  în  Sudanul de Sud. Este reședința statului Warab.